# Betonfertigteil

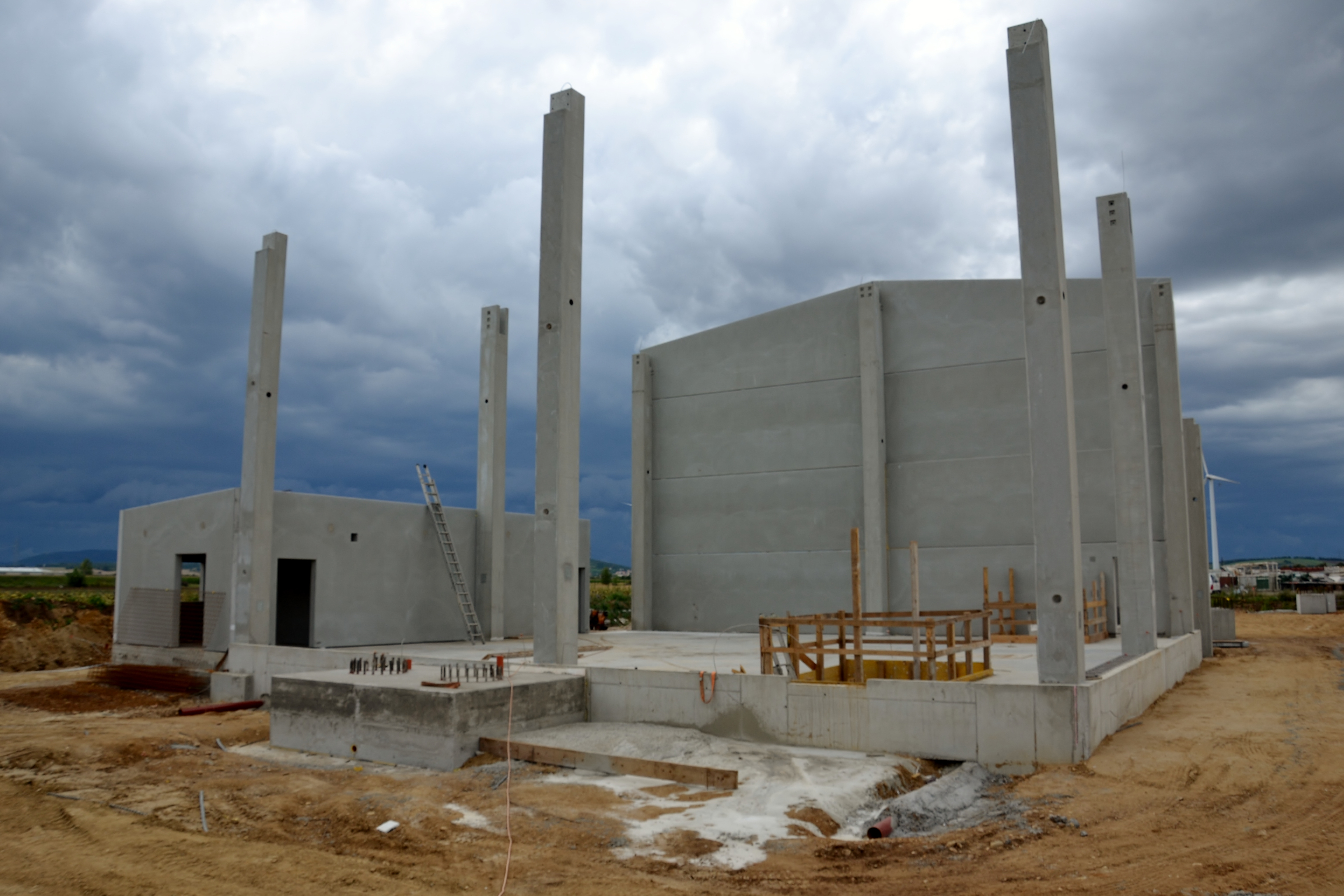
Biomasseheizwerk in Errichtung unter Verwendung von Fertigteilstützen und Fertigteilwandbetonplatten

Ein Betonfertigteil, Fertigbetonteil oder Betonelement ist ein Bauteil aus Beton, Stahlbeton oder Spannbeton, das in einem Werk industriell oder auf der Baustelle vorgefertigt wird und nachträglich, oft mit einem Kran, in seine endgültige Lage versetzt wird. Betonfertigteile sind weit verbreitet und kommen in verschiedenen Bauarten zum Einsatz.

## Material
Die Fertigteilelemente bestehen in der Regel aus wasserundurchlässigem Beton mit einer Betonfestigkeitsklasse C25/30 und Bewehrungsstahl. Durch Verguss der Zwischenräume entsteht ein fugenloser Betonkern. Die Ausführung erfolgt gemäß DIN EN 1992-1-1.

## Verwendung

### Gewerbe- und Industriebau

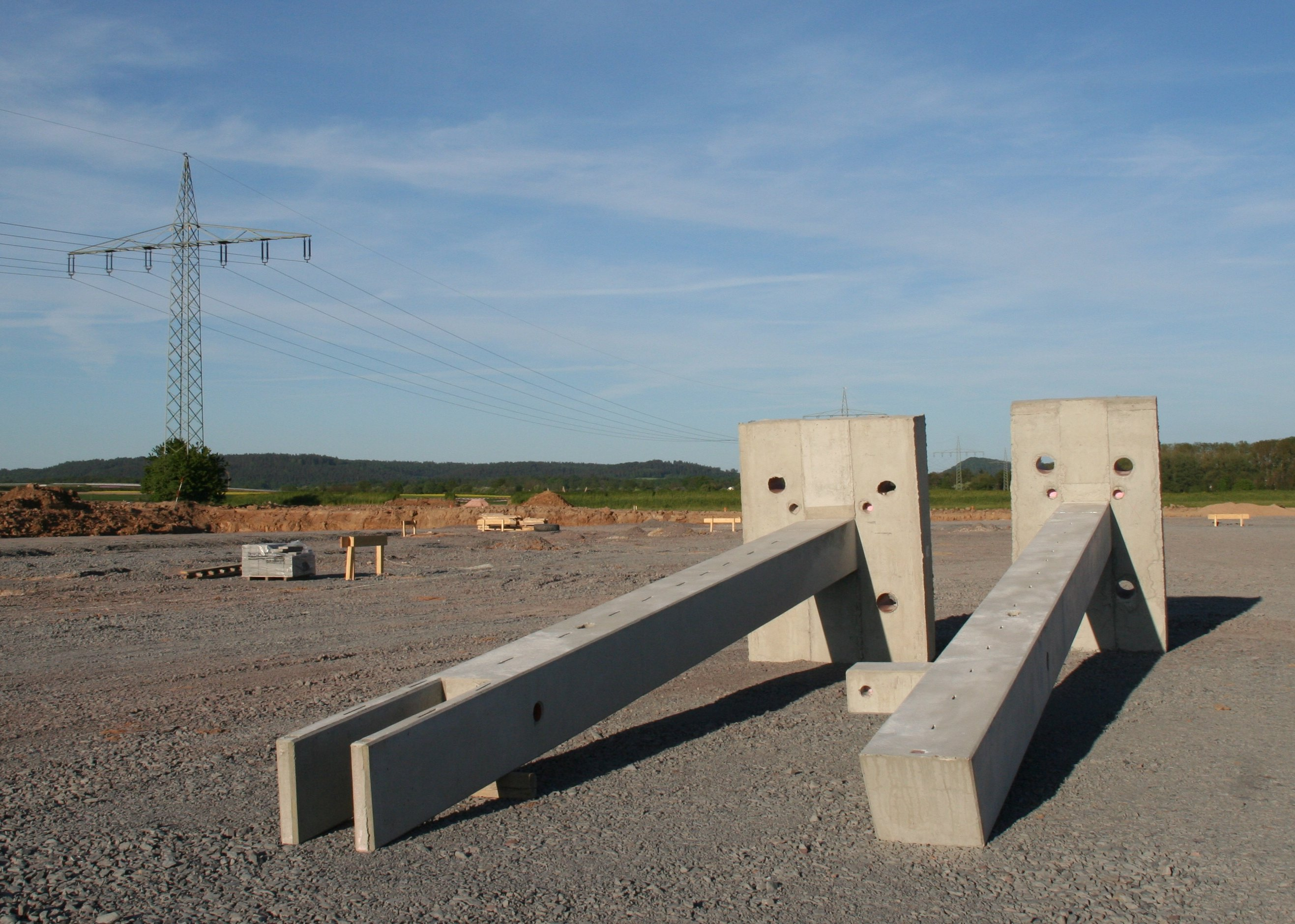
Fertigteilstütze mit angeformtem Fundament vor der Montage

Beim Bau von gewerblich genutzten Bauwerken, insbesondere bei Industriehallen und Bürogebäuden ist die Verwendung von vorfabrizierten Bauelementen üblich.

### Wohnungsbau
Im Wohnungsbau werden Betonfertigteile beim Errichten ganzer Häuserblocks eingesetzt. Die Bauart war in der DDR und ist in vielen anderen Ländern weit verbreitet. Ganze Siedlungen wurden mit dem Bauverfahren errichtet, die aufgrund der Verwendung von Betonplatten als Plattenbausiedlungen bezeichnet werden (siehe auch Tafelbauweise).
Im aktuellen Wohnungsbau kommen Fertigbauelemente in Deutschland vor allem bei Systemwandelementen wie Decken- und Dachplatten sowie Treppenhäusern zum Einsatz. Betontreppen werden nur noch selten auf der Baustelle gegossen.

### Fertigteilkeller
Das Sortiment im Bereich Fertigteilkeller umfasst unterschiedliche Angebotspaletten. So können Wandelemente, Deckenelemente, Bögen, Balkone, Treppen, Stützen, Stützmauern oder individuelle Sonderanfertigungen ohne größeren Aufwand hergestellt werden. Damit schafft man viel Freiraum für kreative Bauformen.

#### Herstellung
Die Planung und Herstellung der Fertigteile für Keller erfolgt computergestützt. Die zu erstellenden Elemente des Kellers werden auf sogenannten Fertigungstischen in ihrer Höhe und Breite erfasst. Auf dem Tisch werden sogenannte Abstandhalter ausgelegt, so dass die entsprechend berechnete Armierung der Elemente auch zielgerichtet und maßgenau einbetoniert werden kann. Sind diese Arbeiten erfolgt, wird der benötigte Beton in das Element eingebracht. Der Betonbedarf kann genau ermittelt werden. Dadurch ist die Produktion eines Fertigteilkellers optimal kalkulierbar und somit kostengünstig. Nach diesem Arbeitsschritt wird der gesamte Fertigungstisch gerüttelt, also in höchste Schwingung verbracht. Durch diese Vorgehensweise erfolgt die größt mögliche Verdichtung des Betons. Ein positives Nebenprodukt dieser Art der Bearbeitung ist die spätere, einfache Weiterbehandlung der so hergestellten Elemente, die dann nicht mehr zusätzlich verputzt, sondern lediglich gespachtelt werden müssen.
Die vorgefertigten Deckenelemente haben eine Dicke von ca. 5 cm. Sie sind auf der Unterseite schalungsglatt. Nach dem Auflegen der Decke auf die tragenden und nichttragenden Außen- und Innenwände erfolgt die Betoneinbringung. Für Einfamilienhäuser reicht in der Regel eine Deckenstärke von 17 cm aus. Durch den gleichzeitigen Betonverguss von Decke und Dreifachwand entsteht eine fugenlose Verbindung des Korpus. Je m² Decke werden (nach statischer Vorgabe) bis zu 14 kg Bewehrung eingebracht. Hierbei wird von einer normalen Verkehrslast in Höhe von 1,5 KN (Kilonewton) pro m² ausgegangen. Die Planung und Ausführung erfolgt gemäß DIN EN 1992-1-1.
Fensteröffnungen und Türöffnungen werden mittels einer Schablone ausgespart. In den Wänden und den Decken von Fertigteilkellern werden Aussparungskörper eingebaut. Das verwendete Material hierfür ist Styropor oder Kalksandstein. Die Aussparungskörper ermöglichen das vereinfachte Verlegen von Versorgungsleitungen oder Versorgungssträngen, die vom Untergeschoss in das Erdgeschoss, oder vom Untergeschoss nach draußen führen. Mit dem Einbau dieser Aussparungskörper kann auf die Alternative, nämlich Kernbohrung verzichtet werden.
Nach Abschluss dieser Arbeit wird das gegossene Element in eine Trocknungskammer verbracht. In dieser Kammer verliert das gegossene Element den größten Teil seiner Feuchtigkeit. Dieser Prozess nimmt ca. 12 Stunden in Anspruch. Danach sind die Einzelteile der Fertigteilkeller zum Abtransport und zur Weiterverarbeitung auf der Baustelle bereit.

### Windkraftanlagen

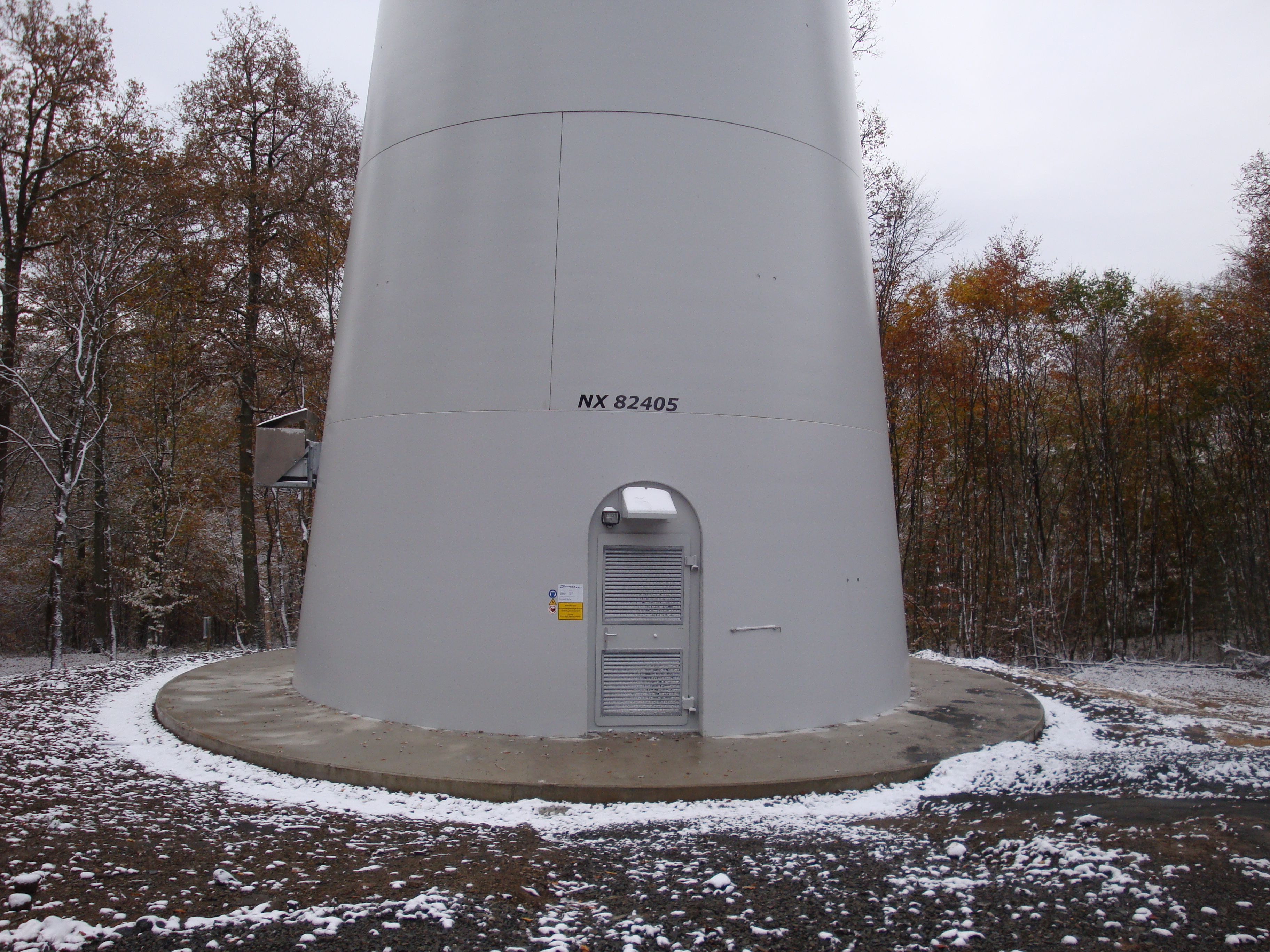
Turmfuß einer Windkraftanlage in Fertigbetonbauweise im Windpark Hohenahr

Auch bei Hybridtürmen von Windkraftanlagen, die insbesondere im Binnenland bedingt durch die dort notwendigen großen Nabenhöhen weit verbreitet sind, werden im unteren Bereich des Turmes in der Regel Fertigbetonteile verwendet.

### Wandelemente

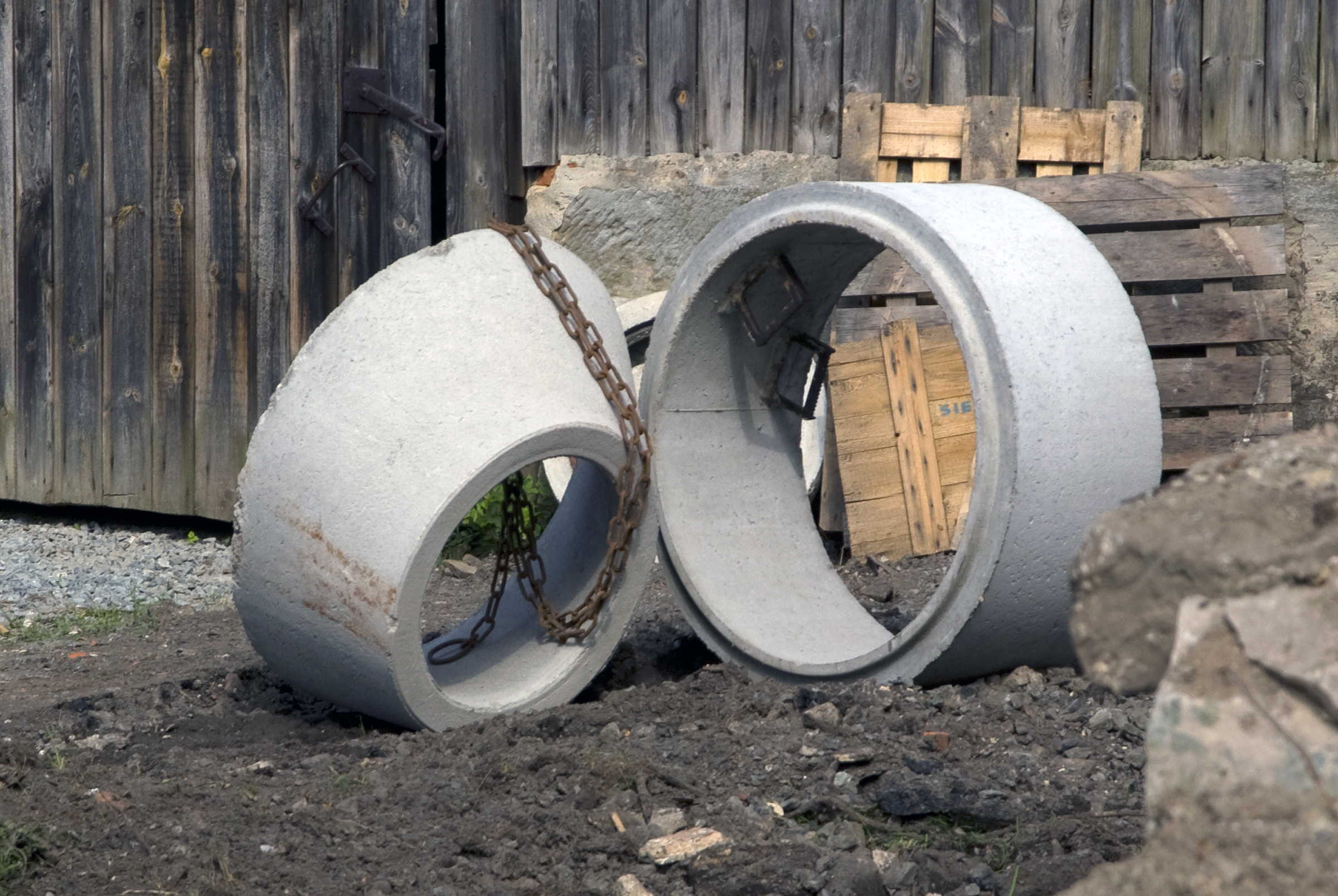
Fertigteile für Kanalzugänge, Schachtringe

Wände, insbesondere hohe, z. B. zur Eingrenzung von Gefängnissen, werden oft aus Betonelementen gebaut. Bekannte Beispiele sind die aus Elementen hergestellte ehemalige Berliner Mauer sowie die israelischen Sperranlagen um die Palästinensischen Autonomiegebiete.

### Tiefbau
Gegenüber der Verwendung von Fertigbauelementen im Bau von Leitungskanälen, z. B. entlang von Bahnstrecken und von Kanalisationsleitungen gibt es kaum Alternativen.
Zusammensetzbare Betonrohre der unterschiedlichsten Durchmesser kommen für den Bau von Wasser- und Abwasserleitungen aller Art zum Einsatz.
Mit aufeinander setzbaren Betonschachtringen werden Schachtbrunnen, Zisternen, Kleinkläranlagen und Kontrollschächten gebaut.
Betonschachtringe werden meist als Normbauteil nach DIN 4034 hergestellt und haben Nennweiten von 500, 1000, 1200, 1500 oder 2000 mm.

### Leitungsbau
Auch Freileitungsmaste aus Beton, sogenannte Betonmaste, bestehen meistens aus einem oder mehreren vorgefertigten Betonelementen.
Sie werden überwiegend für geringere Bauhöhen (bis 20 Meter) und für Spannungen unter 50 kV (auch als Träger von Oberleitungen für elektrische Bahnen) verwendet.
Kleinere Sendetürme aus Beton bestehen ebenfalls meist aus einem oder mehreren Betonelementen.

### Straßenbau

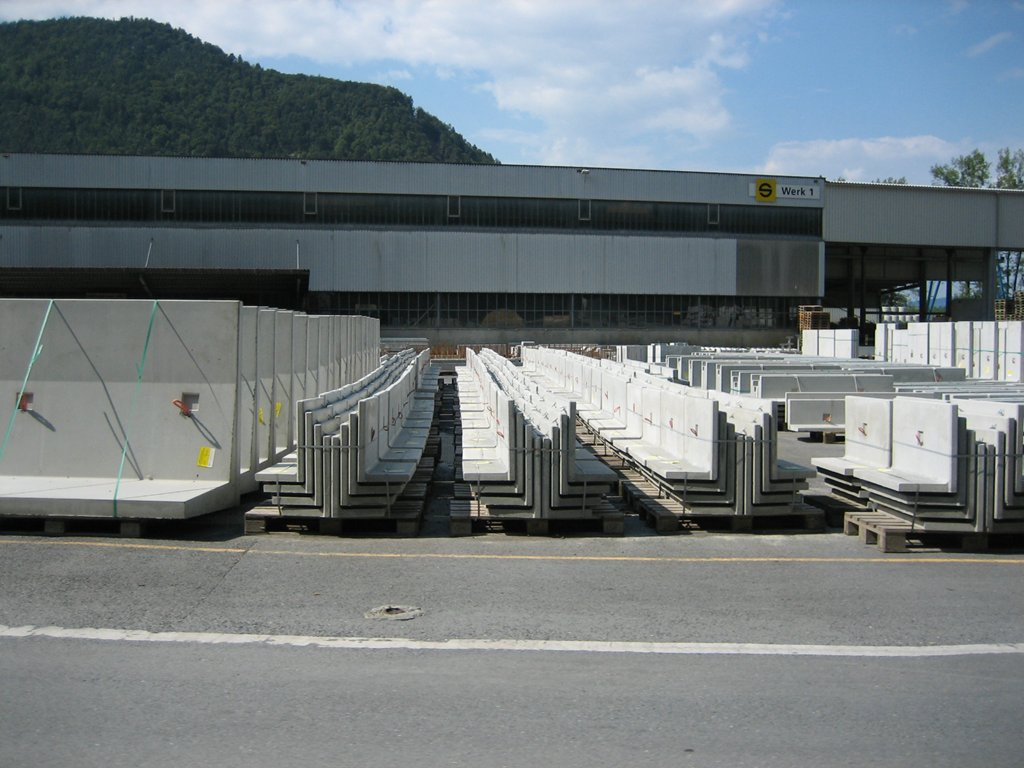
Winkelstützwandelemente

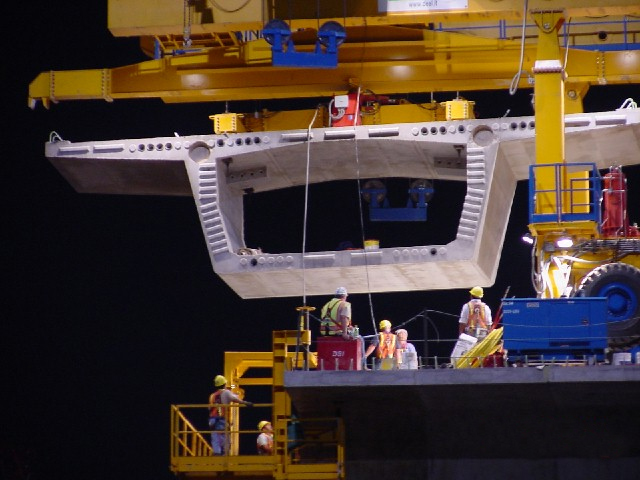
Fertigteilsegment einer Brücke

Im Straßenbau kommen Betonelemente heutzutage als Rand- und Begrenzungssteine, Winkelstützwände, Verkehrsinseln und -teiler, Böschungssteine, Straßenlampen und Schachtumrandungen zum Einsatz. Ganze Gehwege können aus Verbundsteinen oder Betonpflaster erstellt werden. Im Baustellenbereich werden oft Absperrungselemente aus Beton, so genannte New Jersey-Elemente, verwendet. Rollfelder und Flugpisten können aus vorgefertigten Betonplatten gebaut werden, in der Regel werden diese aber am Ort gegossen.

### Brückenbau
Kleinere Brücken für Fußgänger und Radfahrer werden oft als Fertigteile komplett angeliefert. Aber auch Straßen- und manchmal Eisenbahnbrücken werden unter Verwendung solcher Bauteile gefertigt, im Ausland teilweise als Komplettfertigteil.

### Tunnelbau
Im Tunnelbau gibt es die so genannte Tübbingbauweise, bei welcher vorfabrizierte Tübbings zum Bau des Tunnelgewölbes eingesetzt werden, wobei normalerweise sieben dieser Fertigteile einen kompletten Ring bilden. Auch für die unter der Fahrbahn liegenden Werkleitungskanäle kommen ähnliche Bauteile zum Einsatz.

### „Beton-Systemsteine“/„Betonstapelsteine“/„Nizza-Sperre"/"Nestler-Steine“/„Betonlegos“/„Betonduplos“
Aus kleineren Betonmengen werden von verschiedenen Herstellern flexibel auf- und abbaubare, oftmals nach dem Spielzeugsteinen Lego bzw. Duplo benannte Betonblöcke gefertigt, welche auch als provisorische Sperranlagen eingesetzt werden können.

## Bauarten

### Monolithische Bauteile
Klassische Beton- und Stahlbetonfertigteile bestehen aus massivem (monolithischem) Beton oder Stahlbeton. Diese einfachste Art der Betonfertigteile existiert in unzähligen Formen und Größen. Beispiele hierfür sind Pflaster- und Winkelsteine, Treppenstufen, Spezialteile für den Bau von Bahnsteigen, Stützen und Träger für den Industriebau, aber auch Treppen- und Wandelemente für den Bau von Wohnhäusern. Nachteilig wirkt sich beim Einsatz im Hochbau aus, dass solche Elemente nur aufwändig untereinander verbunden werden können. Die Möglichkeiten der Verbindung beschränken sich vornehmlich auf Vergusstaschen mit Anschlussbewehrung oder speziellen Einbauteilen, die auf der Baustelle mit Beton gefüllt werden und das Teil so dauerhaft mit dem anschließenden Bauteil verbinden, und Anschweißplatten aus Stahl, die im Betonwerk bereits an die richtige Stelle in das Fertigteil eingelegt werden und an die auf der Baustelle verbindende Stahlteile angeschweißt werden. In dieser Technik wurde ein Großteil der osteuropäischen Plattenbauten errichtet.
Eine Möglichkeit zum Erstellen von exakt zueinander passenden Fertigteilen für den Brückenbau ist das Kontaktverfahren (auch match casting genannt). Dadurch, dass ein Teil als Schalung für das nächste Teil benutzt wird, passen die Teile später sehr genau zueinander. Die Fertigteile können dann sogar mit einer „trockenen Fuge“, also ohne Kleber oder Mörtel, vorgespannt werden.

### Sandwichkonstruktionen
Um bessere Wärmedämmwerte zu erreichen, können Betonfertigteil-Wandelemente auch mehrschichtig ausgeführt, wobei die Außenseiten aus Stahlbeton bestehen und der Zwischenraum mit Dämmstoff (meistens EPS/Schaumpolystyrol) gefüllt ist. Die Außenschalen sind durch den Dämmstoff hindurch mit Metallankern verbunden.

### Schleuderbetonrohre
Hohlteile wie Rohre und Masten werden als Schleuderbeton in einer rotierenden Form gefertigt, in der die Zentrifugalkraft den Beton an die Außenwand drückt und so eine Hohlform erzeugt werden kann.

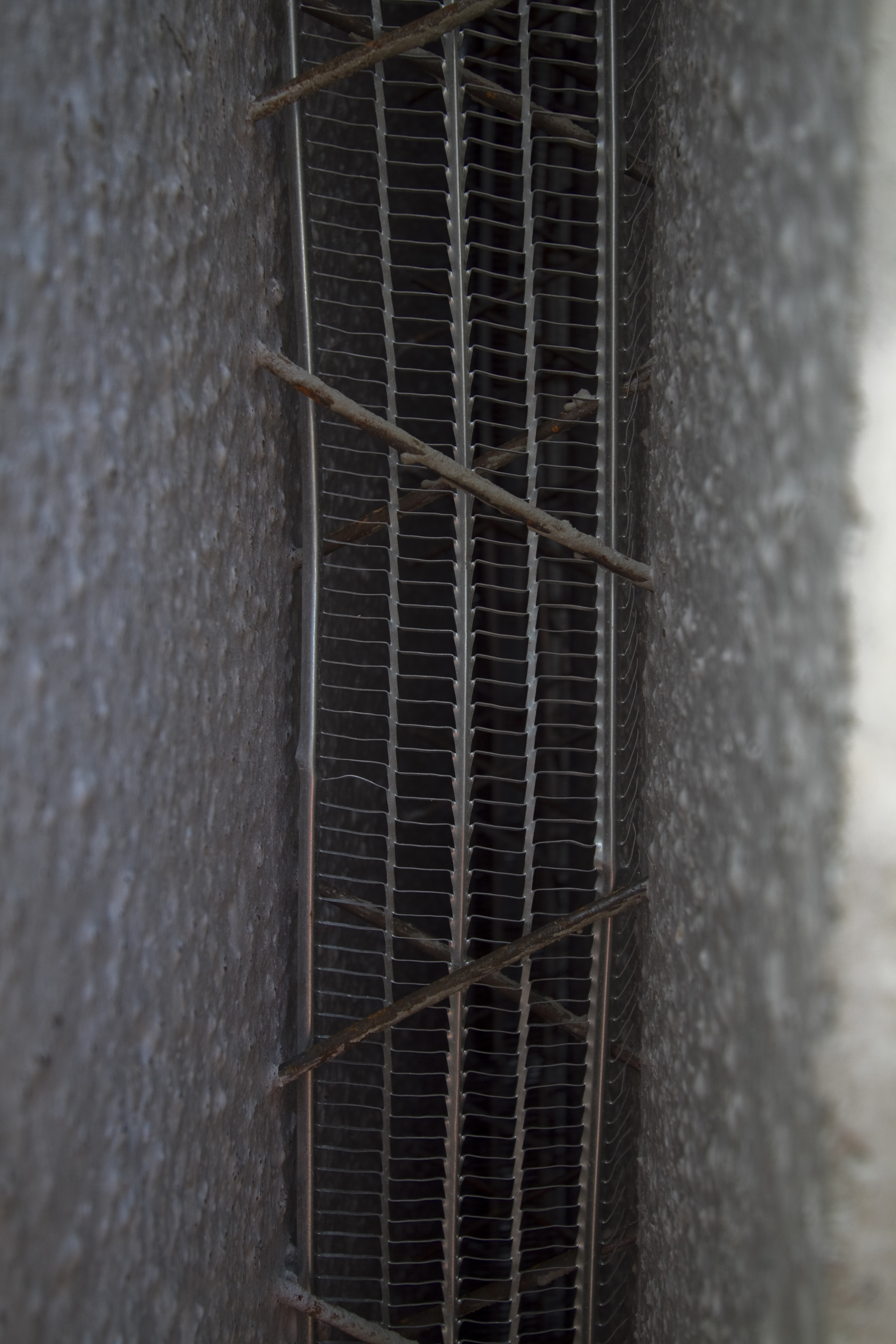
Hohlwandelement mit Streckmetalleinlage

### Halbfertigteile
Wegen ihrer Wirtschaftlichkeit kommen auch Stahlbeton-Halbfertigteile zum Einsatz, um auf das zeitaufwendige Herstellen einer Schalung auf der Baustelle verzichten zu können. Mittlerweile werden in Deutschland die meisten Stahlbetondecken statt mit Hohldielen als Halbfertigteil-Elementdecken hergestellt.
Ähnlich können auch Wände aus Halbfertigteilen hergestellt werden. Sie werden dann als Hohlwände oder Dreifachwände bezeichnet, da Elementwände im Unterschied zu den Elementdecken ab Werk aus zwei miteinander durch Stahlgitterträger verbundenen Schalen bestehen, zwischen die auf der Baustelle lediglich Beton eingefüllt wird.